# Дадрі – Бхатінда/Нангал
Дадрі — Бхатінда/Нангал — трубопровід на півночі Індії, який постачає газ до штатів Хар'яна та Пенджаб.
У 2010 році завдяки підсиленню газотранспортного коридору Віджайпур — Дадрі виникли передумови для подачі блакитного палива далі на північний захід. Для цього призначався трубопровід з офіційною назвою Dadri – Bawana – Nangal Natural Gas Pieleine (DBNPL), який на своєму шляху спершу проходить через Ямунагар у штаті Хар'яна. На ділянці до цього населеного пункту, довжина якої складає 189 км, газопровід виконано в діаметрі 900 мм, тоді як на відтинку від Ямунагар до Лудхіяна у штаті Пенджаб (147 км) він зменшується до 750 мм. 
Після Лудхіяна траса розгалужується на дві ділянки в діаметрі по 600 мм:
– довжиною 84 км на північний захід до Джаланпуру;
– довжиною 124 на південний захід до Бхатінда.
Крім того, від Кханна (незадовго до Лудхіяни) відходить відгалуження завдовжки 83 км в діаметрі 450 мм, яке прямує на північ до Нангалу.
Робочий тиск системи становить 10 МПа, що забезпечує максимальну пропускну здатність у 11,3 млрд.м3 на рік.
Введення газопроводу в експлуатацію по згаданому маршруту відбулось у 2012 році. Після цього продовжувалось будівництво відгалужень в діаметрах 200—250 мм, з урахуванням яких довжина системи станом на середину 2010-х років складала 788 км.
Великими споживачами протранспортованого по трубопроводу ресурсу є заводи азотних добрив у Нангалі та Бхатінді. Крім того, в 2022-му ввели в дію перемичку довжиною 44 км з діаметром 300 мм від заводу добрив у Бхатінді до нафтопереробного заводу в Бхатінді, який має власну ТЕЦ (можливо відзначити, що того ж року до Пенджабу нарешті вивели газопровід з південного напрямку Мехсана – Бхатінда).